# Рокета Кајро (Савона)
Рокета Кајро је насеље у Италији у округу Савона, региону Лигурија.
Према процени из 2011. у насељу је живело 793 становника. Насеље се налази на надморској висини од 321 м.